# アンド・ナウ!
ショー『アンド・ナウ!』は宝塚歌劇団の舞台作品。雪組。1985年の宝塚・東京は24場。作・演出は三木章雄。併演は『愛のカレードスコープ』。

## 公演期間と公演場所
- 1985年6月28日 - 8月2日　宝塚大劇場[1]
- 1985年11月3日 - 11月27日　東京宝塚劇場[2]
- 1986年4月13日 - 4月29日　地方公演[3]（13日・大津、14日・彦根、16日・浜松、18日・市川、19日・伊勢崎、20日・羽生、22日・喜多方、24日・仙台、25日・浦和、26日・綾瀬、27日・成田、29日・福山）
- 1986年5月1日 - 5月5日　福岡市民会館[3]
- 1986年10月21日 - 11月10日　地方公演[3]（10月21日-22日・広島、24日・江南、25日・土岐、26日・恵那、28日・岡山、29日・徳山、31日・金沢、11月11日・鯖江、2日・安城、3日・美濃、5-6日・熊本、8日・鹿児島、9日・人吉、10日・宮崎）

## スタッフ（1985年 宝塚・東京）
※氏名の後ろに「宝塚」「東京」の文字がなければ両劇場共通。
- 作曲・編曲：寺田瀧雄・高橋城・筒井広志
- 音楽指揮：橋本和明（宝塚）、伊沢一郎（東京）
- 振付：司このみ・朱里みさを・県洋二・謝珠栄
- 装置：大橋泰弘
- 衣装：任田幾英
- 照明：今井直次
- 小道具：万波一重
- 効果：川ノ上智洋
- 音響監督：松永浩志
- 振付助手：藍えりな
- 演出助手：小池修一郎・石田昌也
- 舞台進行：馬場弘和
- 制作：山田謙二
- 製作担当：長谷山太刀夫（東京）

## 主な配役（1985年 宝塚・東京）
※宝塚・東京共通。
- スター、楽聖、チャレンジャー、恋人男S - 平みち
- シンガー、恋人女S - 神奈美帆
- シンガー、ドラマー、ボーイ、恋人男 - 杜けあき
- マダム - 銀あけみ
- シンガー、ジゴロ、ピアノンノン、紳士 - 尚すみれ
- ウーマン・イン・ブラックA - 真咲佳子
- ピアノンノン - 克沙千世
- ピアノンノン - 晃みやび
- シンガー、ジャズッチャー - 千城恵
- ブルースの女、ピアノンノン、淑女 - 鳩笛真希
- シンガー、ジゴロ - 北斗ひかる
- ジゴロ、ジャズッチャー - 青樹りょう
- ジャズッチャー - 奈々央とも
- シンガー、ブルースの男、恋人男 - 一路万輝